# Fontpédrouse
Fontpédrouse (kat.: Fontpedrosa) – miejscowość i gmina we Francji, w regionie Oksytania, w departamencie Pireneje Wschodnie.
Według danych na rok 1990 gminę zamieszkiwało 138 osób, a gęstość zaludnienia wynosiła 2 osoby/km² (wśród 1545 gmin Langwedocji-Roussillon Fontpédrouse plasuje się na 765. miejscu pod względem liczby ludności, natomiast pod względem powierzchni na miejscu 20.).

## Demografia

Populacja Fontpédrouse w latach 1962–2008

## Zabytki
Zabytki na terenie gminy posiadające status monument historique:
- Pont Séjourné